# Karoline Leavitt
Karoline Leavitt   (Atkinson, 24 d'agost de 1997) és una assessora política nord-americana, nomenada secretària de premsa de la Casa Blanca per Donald Trump. Anteriorment va ser secretària de premsa nacional per a la campanya presidencial de 2024 de Donald Trump.
També havia estat subsecretaria de premsa i escriptora presidencial durant la primera administració de Donald Trump. El 2022, es va presentar a la Cambra de Representants dels Estats Units al primer districte de New Hampshire, convertint-se en el segon membre de la Generació Z a guanyar unes primària del Congrés. Va perdre les eleccions generals davant el titular Chris Pappas.
El 15 de novembre de 2024, el president electe Donald Trump va escollir Leavitt com a secretària de premsa de la Casa Blanca per succeir a Karine Jean-Pierre És la secretària de premsa més jove de la història dels Estats Units.

## Joventut
Karoline Claire Leavitt va néixer a Atkinson, New Hampshire, on es va criar en la fe catòlica. La seva família tenia una gelateria i un concessionari de camions usats a Plaistow, New Hampshire. Va assistir a la Central Catholic High School a Lawrence, Massachusetts. Després va anar al Saint Anselm College amb una beca per al softbol universitari de la NCAA Division II. Leavitt va parlar obertament al campus sobre el seu suport a l'administració Trump. Els seus comentaris al diari escolar inclouen una defensa de la prohibició de viatjar de Trump i un atac dels mitjans liberals. Va fundar el primer club de radiodifusió de l'escola. Mentre estava a la universitat, Leavitt va treballar a Hearst Television WMUR-TV. Es va graduar el 2019 amb una llicenciatura en arts en comunicació i ciències polítiques.

## Trajectòria
Durant la seva educació al Saint Anselm College, Leavitt va fer pràctiques a Fox News. L'estiu abans del seu darrer any d'universitat, va fer pràctiques a l'Oficina de Correspondència Presidencial de la Casa Blanca. Va tornar breument després de la seva graduació el 2019 abans d'unir-se a l'Oficina de Premsa de la Casa Blanca com a subsecretaria de premsa a càrrec de Kayleigh McEnany. Acabada l'administració Trump, va ser contractada com a directora de comunicacions de la representant nord-americana Elise Stefanik de Nova York.

### Campanya al Congrés
El 2022, Leavitt va anunciar que seria candidata a la Cambra de Representants dels Estats Units al primer districte de New Hampshire. Va fer campanya en una plataforma d'extrema dreta centrada en els valors conservadors, la reducció d'impostos, l'aplicació d'un enduriment de la llei forta i les armes. Les primàries republicanes van atraure una gran atenció perquè tots dos candidats eren antics membres del personal de l'administració de Trump. Karoline Leavitt es va diferenciar per tenir un estil combatiu i descarat que s'assemblava al de Trump, i va guanyar partidaris de la dreta com Lauren Boebert, Ted Cruz i la seva mentora Elise Stefanik. Leavitt va amplificar les teories de la conspiració infundades que hi havia hagut un robatori a les eleccions. El New York Times va descriure els candidats com ideològicament similars i va suggerir que les eleccions eren una qüestió de to més que de política.
El setembre de 2022, Leavitt va guanyar les primàries republicanes amb una victòria molesta, superant el guanyador previst Matt Mowers per uns 10 punts. Donald Trump la va felicitar per tenir èxit "contra tot pronòstic". Als 25 anys, es va convertir en el segon membre de la Generació Z a guanyar una primària del Congrés després de Maxwell Frost el mes anterior. Després de perdre les eleccions generals davant el titular demòcrata Chris Pappas amb un 8,2% dels vots, va decidir tornar a la seva feina. Es va negar a tornar-se a presentar el 2024.

### Portaveu de Trump
El gener de 2024, Leavitt va acceptar ser la secretària de premsa nacional per a la campanya presidencial de Donald Trump 2024. En una aparició de premsa a CNN This Morning, es va tallar la retransmissió després que ataqués els moderadors del debat de CNN. Durant una breu excedència per donar a llum al seu fill el juliol de 2024, va decidir tornar a la feina després de veure l'intent d'assassinat de Donald Trump el 13 de juliol.
El 15 de novembre de 2024, Donald Trump va escollir Leavitt com a secretària de premsa de la Casa Blanca per succeir a Karine Jean-Pierre.

## Vida personal
El marit de Leavitt és empresari. Karoline va donar a llum el seu fill el juliol de 2024 i va reprendre les tasques professionals poc després de donar a llum, confiant en el seu marit i la seva mare per a la cura dels fills. Defensa l'educació privada i atribueix a l'educació rebuda a l'escola catòlica on va anar la seva defensa dels valors pro-vida, la disciplina i la importància del servei.